# Bad Schallerbach
Bad Schallerbach là một đô thị ở huyện Grieskirchen, bang Oberösterreich, nước Áo. Đô thị này có diện tích 8,5 km², dân số thời điểm ngày 31 tháng 12 năm 2005 là 3311 người.